# Алашан (пустиня)
Алашан (на китайски: 阿拉善沙漠; на пинин: Ālāshàn Shāmò) е пустиня в Централна Азия, в Северен Китай, в югозападната част на автономния регион Вътрешна Монголия и частично в провинция Гансу. Дължина от запад на изток – около 600 km, ширина – до 450 km, площ – около 240 000 km². Простира се между планината Алашан и река Хуанхъ на изток, река Жошуй (Едзин Гол) на запад, планината Наншан на юг и гобийската тектонска депресия по границата на Китай с Монголия на север. Надморската ѝ височина варира от 820 m на северозапад до 1660 m на юг.

## Географска характеристика

### Геоложки строеж, релеф
Пустинята Алашан представлява структурна пластова равнина с няколко островни планински рида (Баян Ула, Хара Ула и др.) с относителна височина до 150 – 200 m и хълмисти райони, изградени от древни гнайси, гранулити, амфиболити, кварцити и др. Характерни за пустинята са многочислените затворени депресии с плитко залягащи пресни или засолени грунтови води, понякога с пресъхващи солени езера (Хара Нур, Джалатай Давс). Големи масиви от подвижни пясъци се простират на югозапад – Бадан Джаренг, на юг – Холалис, на югоизток – Тенгри, на североизток – Уланпухо. Масива Бадан Джаренг е представен от много мощни пясъчни ридове с относителна височина 300 – 400 m.

### Води
Речната мрежа е сравнително развита за пустинна местност и е представена от временно действащи потоци, коритата на които се пълнят с вода само през лятото в резултат от топенето на снеговете в планината Наншан, в периода на мусонните дъждове или при поройни дъждове. Най-големите реки, губещи се в пясъците на пустинята са Жошуй на запад и Шуйхъ на юг. Временните езера са многочислени, но са малки по площ, с изключение на Сого Нур и Шара Бурду.

### Растителност, животински свят
Основните ландшафти в пустинята са:
- „гоби“ – хълмисти райони с островни хребети, разхвърляни из пясъчно-чакълестата равнина с примитивни чакълести почви и разредена храстова растителност (Zagophyllum, ефедра и др.) и с елементи на степна растителност;
- масиви с барханни пясъци – покрити с много оскъдна растителност (караган, Hedysarum, пелин и др.);
- „цайдами“ – понижения с плитко залягащи пресни грунтови води и богата тревиста растителност (папур, тръстика, камъш, чий, метлика, солодка и др.;
- солончаци – с халофитна флора (Kalidium, Nitrana, Salsola, черен саксаул).

Животинският свят е представен от антилопи сайга, пустинни зайци, лалугер, пясъчник, скачаща мишка и влечуги (костенурки, гущери, змии). Рядко се срещат дивите магарета – киянги.

## Население
Населението на пустинята Алашан е предимно номадско, като основният му поминък е скотовъдството. Постоянни населени места са разположени единствено в „цайдами“те.